# 郭美江傳道爭議事件

郭美江言論中的「燒毀」動作成為網友惡搞素材

郭美江傳道爭議事件是基督教台北純福音教會邀請演講的靈恩派牧師郭美江於2013年發表的偏激言論而遭上傳網路及批評事件，其中包含同性戀聖經角度觀點、宣揚基督教神蹟等相關言論。

## 背景
郭美江是基督教靈恩派牧師，生於1953年，早年在台灣求學讀書，音樂專長為古箏，中華民國國樂協會第二十五屆（1984年）國樂演奏獎得主。美國洛杉磯中華歸主神學院道學碩士、實用教牧學博士，曾任美國加州愛修園之禱告事工部主任。經常被邀至世界各地主領內在醫治、釋放禱告之專題講座特會。2020年8月4日，因乳癌轉肺癌於林口長庚醫院離世，享壽67歲。

## 爭議緣起
郭美江在台北純福音教會講道的影片於2013年12月開始在網路上傳布，其中主要包括一段講述同性戀的影片（於當年10月20日拍攝）、一段講述於家中撿到鑽石的影片、一段講述以肉眼無法看見的耶穌寶血治癒皮膚病的影片、以及一段講述十二生肖是撒旦詭計的影片。

### 講述同性戀
郭美江於2013年10月20日的傳道影片中，先問信眾有沒有接觸過東方閃電，現場沒有信眾舉手，其隨即表示在世界各地都有很多教會被擄去了，接著開始要求信眾別去接觸同性戀的朋友，因為同性戀是一種「網羅」或「巫術的權勢」，屬於一種「撒旦的詭計」，會導致「靈的轉移」。其中並提到：有個國立大學自系主任 （页面存档备份，存于）以下都是同性戀，同學為了成績，後來整個科系裡面都是同性戀，某位教友考上後，面臨要不要跟著「陷進去」或離開該系的抉擇。另外她提到有基督教長老的女兒，因為好友是同性戀而變得精神恍惚，「臉型都變了」，身邊充滿靈的「雲霧」，幸好長老有請她協助破除、醫治。郭美江詢問台下聽眾有沒有人在接觸同性戀朋友，表示教友必須與同性戀者保持距離，不然會被影響。隨後，郭美江在台上說「拿聖靈寶劍斷開魂結，斷開鎖鏈，斷開一切的牽連」，並同時揮動手臂做出劈砍之動作；群眾應和「阿門」，她又說「耶穌的寶血塗抹潔淨，聖靈的活水沖洗乾淨」。最後，郭美江說「燒毀同性戀的網羅」，之後全場鼓掌。

### 講述撿到鑽石
在同一段影片中的最後部分，郭美江宣稱於2013年6月赴美前夕，在家中突然發現地上有兩顆鑽石，因為主耶穌應允她今年有「五倍的祝福」，於是又找了找，發現又有兩顆在地上，就在此時，從「沒有破洞」的天花板上又掉了一顆下來。她在澳門行軍禱告時，在眾人眼前也掉下一顆鑽石，而且當場變大。她認為這是「上天掃地掃下來的」，主耶穌超自然的恩賜。而且在高雄某原住民教會、新竹錫安堂等各地，由她所舉辦的特會中也有類似的經歷，甚至自願留下來掃地的教友也撿到鑽石。十幾年來郭美江自稱已經撿了五十幾顆。最後郭美江帶領禱告，宣稱奉主耶穌的名，將給現場所有人的產業有「五倍的恩寵」、「人人都要成為神國財富的新主人」。

### 講述治癒皮膚病
郭美江認為皮膚病是「拜偶像，有行邪術或是喝符水」引起的。她在台上說「我把十字架擺在這當中，我拿聖靈寶劍，斷開魂結、斷開鎖鍊。好，我們都知道了，我們都識破撒旦的詭計。」接著她叫有皮膚病的人都排排站，說「焚燒的靈，燒盡一切汙穢（阿們），燒盡你靈裡面的汙穢，拍去你身上的灰塵，你肉體的沾染玷汙，寶血塗抹洗淨，活水沖洗乾淨，沖洗乾淨。」塗抹耶穌血之後有人吐，就拍腰的兩側，「拍兩個腰，拍錯了沒有用，因為靈喜歡躲在那兩點。」

### 講述十二生肖
在一段影片中，郭美江講述十二生肖是「撒旦的詭計」。她表示神按照祂的形象造了人類，因此人的體內有「神的DNA」，是「行神蹟的器皿」、「珍貴的王子」；而十二生肖則是「撒旦的謊言」，是要讓人類「變成動物的詭計」，所以華人才會幾千年來說出「我是豬」、「我是老鼠」、「我是蛇」等話語，而這些話語會「讓神的兒女活不出屬天的聲量」。最後還補充華人以為十二生肖是風俗習慣，其實是「很邪惡的謊言」。因此郭美江要為大家「破除」，接著也出現與其他影片相同的「拿聖靈寶劍斷開魂結！斷開鎖鏈！」

## 網路改編
這些傳道影片及相關的新聞與衍生創作在 Facebook、批踢踢等社群網站引發熱烈迴響。
各影片於數天之內便有數萬次瀏覽，雖然台北純福音教會方面提出版權申訴將原本的影片予以撤除，但仍有許多備份或錄音檔於網路流傳。同時，亦有網友將原本影片內的關鍵字，如「網羅」、「靈的轉移」、「Oh no!」以數位剪輯軟體進行重製，配合圖像或音樂，產生數十個衍生創作，在網路上廣為流傳，部分影片閱達三百萬人次，並被網友封為「MC美江」、「MC Mei-Jiang」（MCMJ）、「MC Pretty River」、「斷開系福音饒舌天后」。
另有Cosplay玩家於2014年2月8日台灣同人誌販售會（CWT36）反串美江，引來廣大好評。

## 事件影響

### 批判
- 歌手張惠妹在2013年12月22日一場支持「婚姻平權」的演唱會中，以牧師郭美江的名句「那個雲霧」、「信耶穌得鑽石」作為諷刺的橋段。[17]
- 民運人士王丹為同志族群大抱不平，批評郭美江「妳言語傷害同志族群，他們就不受傷嗎？他們受傷的程度是妳的五倍耶！」[18]。
- 台灣基督長老教會的牧師批評，郭美江的福音「不純」，認識基督教信仰，應該是從人生命的苦難切入才是正途，而不是從獲得鑽石來滿足[19]。牧師盧俊義表示：聖經是一再在教導人不可貪婪。以色列人進入上帝應許的迦南地之後，就是因貪婪而去拜迦南人奉祀多產的神明巴力。後來所羅門王也是如此而離棄了上帝。耶穌出來傳福音的時候，魔鬼誘惑他的方式，就是要賞賜給他世上所有的財富和權勢，只要耶穌向它下拜，結果被耶穌斥責。耶穌勸勉跟從者必須在財富和上帝之間做選擇[20]。
- 台灣醒報采访的某張姓基督教機構負責人指出，該教會強調信耶穌得鑽石的教導（成功神学），其實已經偏離了信仰的真諦；但因基督教宗派林立，信者各行其是，沒有人真正能代表基督教。当有争议发生时，其他教派通常也不會越俎代庖，因此常使整體教會形象受损[21]。

### 影片以外之影響
- 台灣國際同志權益促進會試圖邀請郭美江成為2014年2月舉辦之「愛情宣言，婚姻平權」演唱會的代言人，並希望能在演唱會上演唱[22]。
- 角色扮演者烤百頁於2014年2月8日台灣同人誌販售會（CWT36）反串美江，引來廣大好評。[14][15][16]
- 台北市夜店Funky於2013年12月20日順勢舉辦「美江網羅電音夜」，共有兩百多位顧客入場[23]。
- 由遊戲改編的動畫電影《魔兵驚天錄》中文宣傳海報使用了「斷開魂結斷開鎖鍊」為宣傳用語。